# Шеломковский сельсовет
Шеломковский сельсовет - сельское поселение в Дзержинском районе Красноярского края.
Административный центр - село Шеломки.

## География
В северной части сельсовета располагается озеро Тарай.

## Население
| 2010 | 2012 | 2013 | 2014 | 2015 | 2016 | 2017 |
| ---- | ---- | ---- | ---- | ---- | ---- | ---- |
| 989  | ↘961 | ↘924 | ↘914 | ↘893 | ↘857 | ↘826 |

## Состав сельского поселения
В состав сельского поселения входят 5 населённых пунктов:
| № | Населённый пункт | Тип населённого пункта       | Население |
| - | ---------------- | ---------------------------- | --------- |
| 1 | Батов            | деревня                      | 130       |
| 2 | Большая Степь    | деревня                      | 55        |
| 3 | Канарай          | деревня                      | 205       |
| 4 | Макарово         | деревня                      | 69        |
| 5 | Шеломки          | село, административный центр | 530       |

## Местное самоуправление
Шеломковский сельский Совет депутатов
Дата избрания14.03.2010. Срок полномочий: 5 лет. Количество депутатов: 10
Глава муниципального образования
- Шестопалов Сергей Владимирович. Дата избрания: 14.03.2010. Срок полномочий: 5 лет